# Буратто

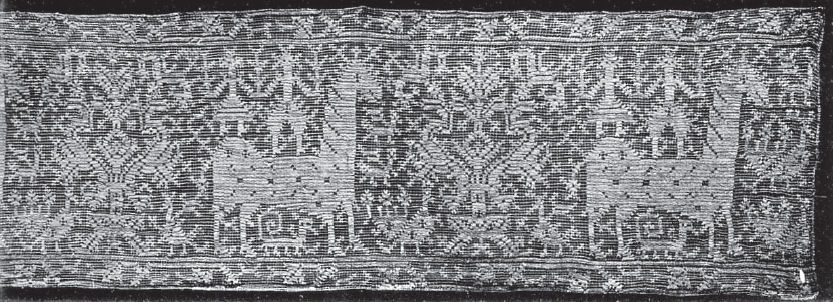
Буратто. Флоренция, XVI век

Бура́тто (итал. buratto) — итальянское игольчатое кружево, вышиваемое иглами путём штопки на сетке.
Разновидность кружева филе́, выполненной по грубой сетке крупного переплетения. Особенностью буратто стала сетка-канва с петлями разного размера.

## Особенности
По внешнему виду буратто очень похоже на филейное кружево, но с одним важным отличием — оно штопается на тканой сетке, а не на сетке с узлами, используемой для филе.
Буратто также имеет тенденцию быть более тяжёлым по внешнему виду из-за тканого характера используемой сетки .
Зачастую в несложных переплетениях этого типа кружева используются нити разных цветов, что повышает его декоративность.

## История
Изначально буратто — специально вытканная ткань, где при скрещении двух основных нитей укрепляется сеть одинаковых петель и таким образом образуется канва.
Исторически эта ткань производилась для практического применения — отжимки сыра. Это была грубая ткань, сотканная из толстых нитей льна или конопли. Название ткани возникло от латинского слова bura, что означает «грубая ткань». Для вышивки из более тонкой нити льна ткали полосы определённой ширины с петлями разного размера. Используя нити льна или цветного шёлка, вышивку производили посредством стежков или мережки. В качестве редкого образца канвы кружев буратто в исторических источниках упоминается головной убор правителя Священной Римской империи Карла V.
Сведения об этом раннем виде кружев можно обнаружить в книге образцов орнаментов «Il Buratto», изданной Алессандро Паганино (Alessandro Paganino) в 1527 году в Венеции. Книга знакомит не только с процессом вышивки, но и с производством канвы в технике буратто. Отдельные страницы книги содержат фон сети с петлями разного размера, для того, чтобы можно было нанести на них конкретный рисунок вышивки. В первой части издания обобщены несложные мотивы флоры и птиц, а далее представлены более сложные композиции с изображением фантастических животных, птиц и мифологических персонажей. Первое издание этой книги вышло в 1518 году.
Техника буратто формировалась в Италии в XVI веке, главным образом на Сицилии и Сардинии. Кружева буратто копировались в XIX веке, а в начале XX века в Италии в тосканском городке Антелла производство ткани в технике буратто восстановили Вирджиния Натан и Клара Онори. До сих пор действует Фонд Лисио (Fondazione Arte della Seta Lisio), который финансировал изготовление специального станка, при помощи которого возможно нетрадиционное скрещение основных нитей, характерных для буратто.
В 1906 году во Флоренции Джузеппе Лисио создал фонд для восстановления ручных станков по производству исторической парчи и бархата.

## Использование
Обычно подобная вышивка использовалась для скатертей, алтарных покрывал и постельного белья — простыней и наволочек. Традиция украшения постельного белья деталями из кружев была распространена до 60-х годов XX века.

## Экспонирование
Кружева находятся в коллекции кружев XVIII века в Рундальском дворце-музее .